# Проїзд Крива Липа
Проїзд Крива Липа (давніше — пасаж Гаусмана) — вулиця у Галицькому районі міста Львова, що сплучає вулиці Січових Стрільців та Дорошенка. Початок нумерації будинків ведеться від будівлі Гранд-готелю, оскільки останній складає єдиний комплекс з колишнім пасажем Гаусмана. Вулиця вимощена фігурними елементами мощення.

## Історія та назва

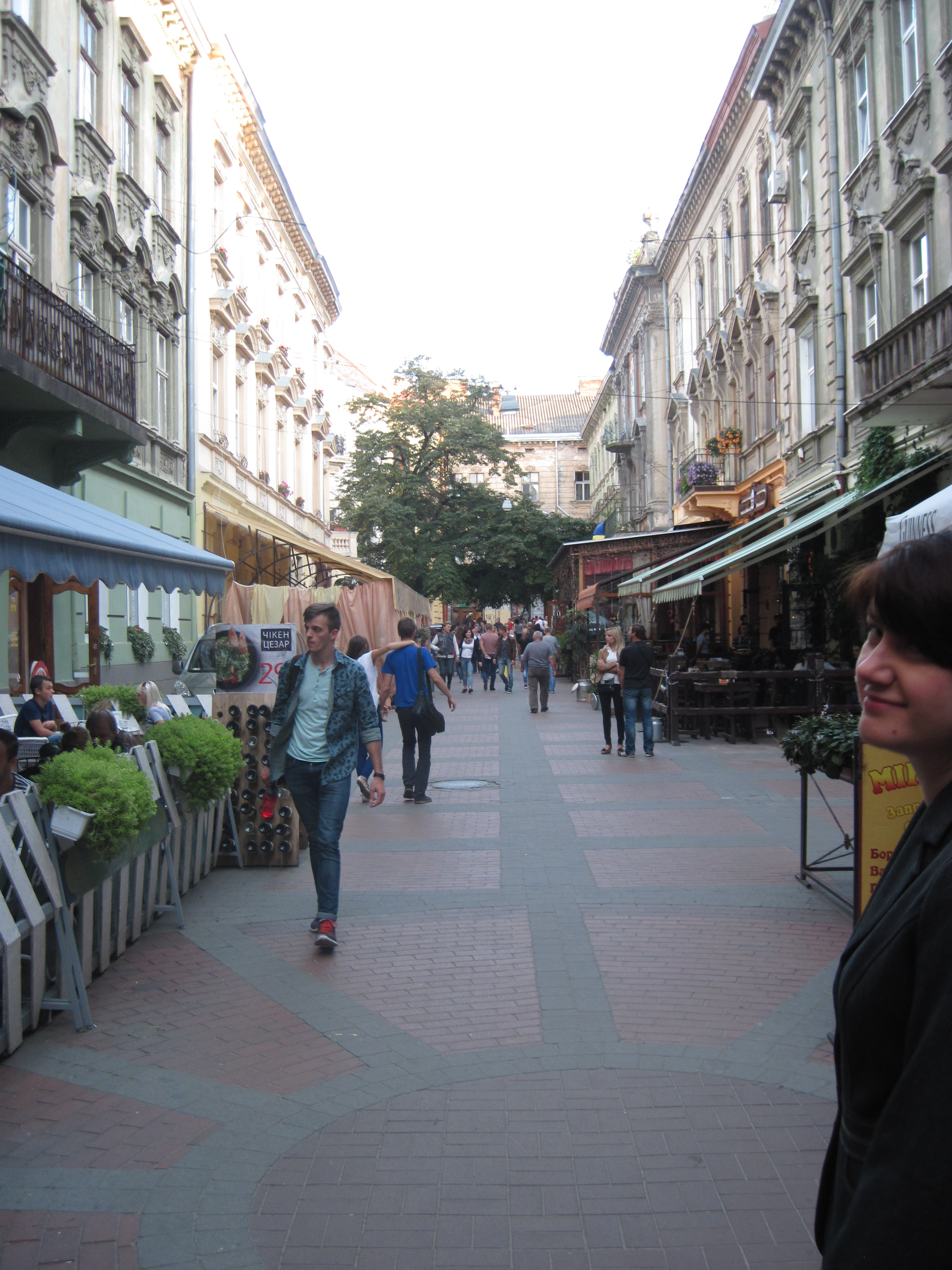

Пасаж збудований у 1893—1895 роках власником «Гранд-готелю» Єфраїмом Гаусманом. Ансамбль пасажу утворювали будівлі, зведені у стилі історизму та неокласицизму. «Гранд-готель» складав єдиний комплекс з пасажем Гаусмана, через браму готелю здійснювався вхід до пасажу. Пасаж був відкритого типу та мав один вихід на вул. Сикстуську (нині — вул. Дорошенка), 6, а інший — на вул. 3 Мая (нині — вул. Січових Стрільців), 3. Такою була первісна назва вулиці та й залишалася такою до 1942 року.
У 1942 році окупаційною владою пасаж Гаусмана було перейменовано на Дурхляс (нім. Durchlass — прохід, галерея) і такою назва залишалася до липня 1944 року, коли було повернено історичну назву вулички.
Але у 1950 році колишній пасаж отримав свою чергову назву — Жовтневий проїзд, названий так на честь більшовицького перевороту в Петрограді у жовтні 1917 року. У радянські часи це був звичайний прохідний двір, де на радість студентам торгували пиріжками.
Вже за часів незалежної України, у 1992 році, проїзд отримав теперішню назву — проїзд Крива Липа. Сучасна назва походить від 150-літньої липи, яка залишилася тут від колишнього ботанічного саду Маєра, а біля самої кривої липи, у центрі двору, встановили лавочку для закоханих.

## Будівлі
№ 5: тут було розташовано єврейське товариство «Цеірей Єгуда», на великі єврейські свята в залах товариства проводились богослужіння. Будинок внесений до Реєстру пам'яток архітектури місцевого значення під № 915-м.
№ 7: на третьому поверсі розташовувалася синагога «Ахіезер» («Братська підтримка»), заснована російськими євреями-біженцями з Проскурова у 1920 році та належала однойменній спілці. Наприкінці 1933 року синагога переїхала у нове приміщення на вул. Костюшка, 2. У 1920-х роках крім синагоги в будинку діяли товариство «Агават Ціон» та школа вивчення івриту «Сафа Берура». Будинок внесений до Реєстру пам'яток архітектури місцевого значення під № 917-м. Нині в партері будинку розташовуються фан-бар «Банка», ресторан «Seven». 
№ 8: у 1894—1901 роках в будинку, що входить до комплексу будівель колишнього пасажа Гаусмана, на другому поверсі, містилося фотоательє Мартина Аппеля під назвою «Рембрандт». Саме тут, 13 вересня 1896 року, відбувся перший кіносеанс у Львові, який тривав лише декілька хвилин та демонструвався щоденно з 11:00 до 21:00 год. до 10 жовтня 1896 року. Тут також містилась книгарня Нафтулі Сіґеля. Будинок внесений до Реєстру пам'яток архітектури місцевого значення під № 918-м.